# Ela

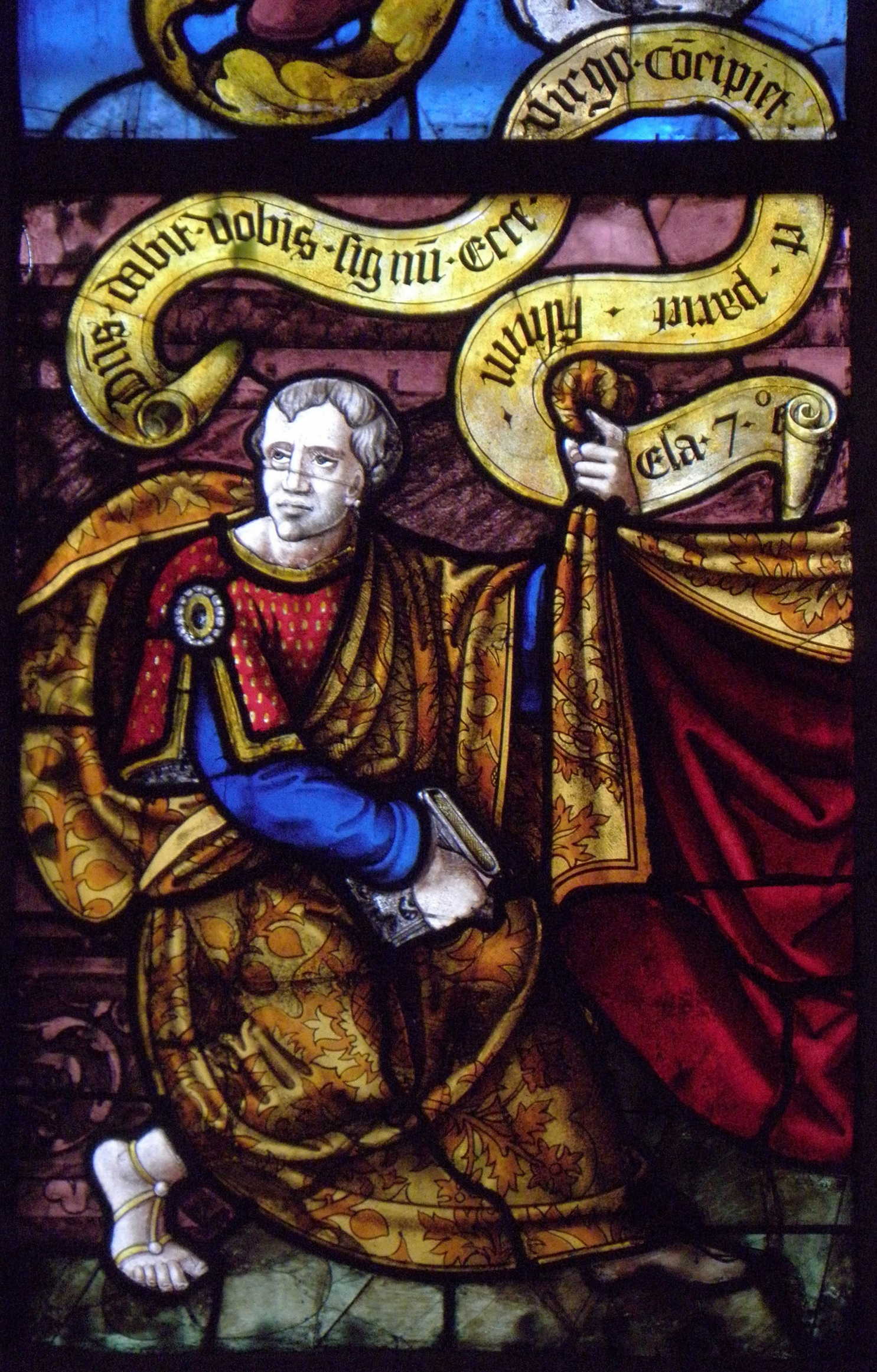
Ela auf dem Wurzel-Jesse-Fenster in Beignon

Ela († 876 oder 885 v. Chr.) war Sohn und Nachfolger des Bascha als König von Israel. Er herrschte zwei Jahre, wobei seine Regierung auf die Jahre 877–876 v. Chr. (Albright) bzw. 886–885 v. Chr. (Thiele) datiert wird.

## Etymologie
Der hebräische Personenname אֵלָה ’elāh „Ela“ ist die Kurzform eines identifizierenden Nominalsatznamens. אֵל ’el bedeutet „Gott“ und wird in Personennamen häufig als Subjekt (und theophores Element) verwendet. Da aber in Kurzformen normalerweise das Subjekt entfällt, ist hier anzunehmen, dass das Prädikat vorliegt. Eine Vollform des Namens könnte zum Beispiel אֵלִיָּהוּ ’elîjāhû „Elija“ (deutsch: „JHWH ist Gott“) sein. So lässt sich Ela als „… ist Gott“ übersetzen. Die Septuaginta gibt den Namen als Ηλα Ēla wieder, die Vulgata als Hela.

## Biblische Erzählung
Ela wird in 1 Kön 16,8–13  erwähnt. Danach wurde Ela, der sich, anstatt verantwortungsvoll zu regieren, dem Müßiggang und Trunke hingab, in Tirza von seinem Knecht Simri ermordet, der Oberst über die Hälfte der Kriegswagen war und der sich daraufhin zu Elas Nachfolger erklärte, aber bereits nach sieben Tagen selbst von Omri gestürzt wurde. Die Ermordung Elas galt als Erfüllung der Prophezeiung des Propheten Jehu, wonach das Haus Baschas wegen dessen Untaten ausgerottet werden würde.